# Sina Mainitz
Sina Mainitz (* 11. Mai 1977 in Marburg, Hessen) ist eine deutsche Börsenreporterin des Zweiten Deutschen Fernsehens (ZDF).

## Leben
Sina Mainitz besuchte das Landschulheim Steinmühle und beendete es mit dem Abitur.
Um Apothekerin werden zu können, studierte sie an der Universität Marburg Pharmazie. Nach fünf Semestern brach Sina Mainitz das Studium zugunsten eines Studiums an der Berufsakademie Ravensburg ab, wo sie die Studiengänge Journalismus und Betriebswirtschaft belegte. Beim Zweiten Deutschen Fernsehen absolvierte sie ein Trainee-Programm. Seit 2008 präsentiert sie aus der Börse Frankfurt die Börsennachrichten für das ZDF.
Sina Mainitz wohnt in Mainz.